# Idiodes albistriga
Idiodes albistriga là một loài bướm đêm trong họ Geometridae.